# Reseda media
Reseda media — вид квіткових рослин родини Резедові (Resedaceae).

## Опис
Це однорічна або, рідко, дворічна рослина. Має стебла до 50 см завдовжки, що стелиться, або рідко піднімається. Листя дуже різноманітне, зазвичай перисте. Квітконіжки до 8 мм в плодоношення. Чашолистки 3–4 × 0,75 мм. Пелюстки ≈ 3 мм, білі, нерівномірні. Плодові капсули 5–13 × 4–8 мм, від еліптичних до майже кулястих. Насіння 2,25 × 1,5 мм, ниркоподібне.

## Поширення
Батьківщина. Європа: Іспанія, Гібралтар, Португалія; Північна Африка: Марокко. Росте на вологих піщаних ґрунтах, як правило, на більш низьких висотах до 500 м. 